# Holm Singer
Holm Singer (Reichenbach, 23 juli 1961) is een voormalige informant van de Oost-Duitse veiligheidsdienst Stasi. Hij werkte van 1980 tot 1989 als Informele Medewerker onder de deknaam IM Schubert. In die tijd verzamelde hij inlichtingen over personen in de protestantse kerken van Saksen. Hij liet zich zelfs dopen teneinde verder in de kerk opgenomen te worden. Zijn activiteiten leidden tot de arrestatie van vier mensen; Singer kreeg als beloning daarvoor een reis naar Moskou aangeboden.
Holm Singer kwam in het nieuws toen scholieren in Reichenbach in het kader van een project over de Stasi een tentoonstelling organiseerden met het resultaat van hun archiefonderzoek. Singer spande een rechtszaak aan om de tableaus met zijn naam te laten verwijderen. In eerste instantie won hij de rechtszaak, maar in hoger beroep werd zijn eis afgewezen.. Een uitspraak van de rechtbank in Zwickau van 24 maart 2010 gaf hetzelfde oordeel.